# Pichetchai Pholdee
 (novembre 2021).
Si vous disposez d'ouvrages ou d'articles de référence ou si vous connaissez des sites web de qualité traitant du thème abordé ici, merci de compléter l'article en donnant les références utiles à sa vérifiabilité et en les liant à la section « Notes et références ».
Pichetchai Pholdee  (พิเชษฐ์ไชย ผลดี / Pichetchai Pholdee / Pichetchai Pholdee / Pichetchai Phondi), surnommé Tun (ชื่อเล่น ตั้น), né le 5 octobre 1978 à Bangkok, est un acteur, un animateur de télévision et un mannequin thaïlandais.

## Biographie

### Carrière
Jesadaporn Pholdee commence sa carrière comme présentateur de télévision commerciale.
En 1997, il débute au cinéma : il joue le rôle de l'acteur principal dans Dang Bireley's and Young Gangsters réalisé par Nonzee Nimibutr.
Il continue ensuite sa carrière dans le cinéma en jouant dans d'autres films célèbres comme Satreelex, the Iron Ladies (2000), The Eye 2 (2004) des frères Pang et Pirates de Langkasuka (2008), un film d'aventure historique fantastique à gros budget de Nonzee Nimibutr.
Il continue à la télévision comme présentateur mais aussi comme acteur dans des séries télé : par exemple dans Dragon's Blood (เลือดมังกร / Lued Mangkorn) (2015) réalisé par Pongpat Wachirabunjong.
Depuis 2005, il est producteur et présentateur de la célèbre émission TV Navigator, une émission écologiste mêlant documentaire et aventure pour la protection de la nature, pour l'écotourisme et pour une meilleure connaissance des peuples indigènes de la Thaïlande.

### Vie privée
Le 9 juillet 2009, il se marie avec Sitamon "Peach" (Sittamon).
Ils ont actuellement deux enfants : deux fils, Ten né en 2014 et un autre fils né en janvier 2018.
En 2019, Jesadaporn Pholdee soutient activement la campagne de l'Unicef pour les sinistrés des cyclones du Mozambique, Malawi et Zimbabwe.

## Filmographie
- 1997 : Dang Bireley's and Young Gangsters
- 1997 : Destiny Upside Down (คนป่วนสายฟ้า)
- 1998 : 303 Fear / Faith / Revenge (คนป่วนสายฟ้า)
- 2000 : Satreelex, the Iron Ladies
- 2000 : Satang (สตางค์)
- 2003 : Satreelex 2 (สตรีเหล็ก 2 / Iron Ladies 2)
- 2003 : The Whistle (คู่แท้ ปาฏิหาริย์)
- 2004 : The Eye 2
- 2006 : The Magnificent Five (พระ - เด็ก - เสือ - ไก่ - วอก)
- 2008 : Pirates de Langkasuka
- 2008 : Deep In The Jungle (ปาฏิหาริย์รักต่างพันธุ์)
- 2012 : I miss U (รักฉันอย่าคิดถึงฉัน)
- 2012 : Super Salary Man (ยอดมนุษย์เงินเดือน / Yod Manut Ngoen Duen)